# Накіска
Накіска (англ. Nakiska) — гірськолижний курорт, розташований в східній Канаді, на території Кананаскіс в провінції Альберта, один з об'єктів XV Зимових Олімпійських ігор в Калгарі. Знаходиться у 82 кілометрах від Калгарі, на захід по шосе номер 1 (Трансканадське шосе) і на південь по 40-му шосе (Стежка Кананаскіс). Мовою індіанського племені крі «Накіска» означає «місце зустрічі» або «для задоволення».
Комплекс Накіска розташований на східній стороні південного краю гори Аллан. На площі в 4,13 км² розташовані 70 трас. Чотири підйомника і два лижних ліфта забезпечують підйом 8830 лижників за годину. Gold Road — найдовша траса, її довжина становить 3,3 км. Перепад висоти складає від 1479 м до 2258 м.

## Історія
Будівництво почалося 1983 року, й восени 1986 року комплекс Накіска був відкритий для катання на лижах в рамках підготовки до XV Зимових Олімпійських ігор 1988 року в Калгарі. У грудні 1986 року тут було проведено Північно-Американський Кубок з гірськолижного спорту (Nor-Am), а в березні 1987 року Кубок світу зі швидкісного спуску й супергігантського слалому.
У 1988 році в рамках Олімпіади на трасах комплексу Накіска пройшли десять змагань з гірськолижного спорту та показові змагання з фристайлу та могулу..
Щороку Накіска вітає гірськолижні команди з усього світу для підготовки до початку сезону, а 2008 року курорт був названий офіційним навчальним центром гірськолижників Канади (англ. Alpine Canada, скор. ACA).